# Onciale 0290
- Papyrus
- Onciale
- Minuscules
- Lectionnaire

Le Codex 0290 (dans la numérotation Gregory-Aland), est un manuscrit du Nouveau Testament sur parchemin écrit en écriture grecque onciale.

## Description
Le codex se compose de 8 folios. Il est écrit en deux colonnes par page, 24 lignes par colonne. Les dimensions du manuscrit sont 29 cm x 17 cm,.
Ce manuscrit contient le texte d'Évangile selon Jean (18,4-20,2). Les paléographes datent ce manuscrit du IXe siècle.
Le texte du codex Kurt Aland ne l'a placé dans aucune catégorie.
Lieu de conservation
Un folio est conservé au monastère Sainte-Catherine (N.E. ΜΓ 102) dans le Sinaï,.